# Paavo Puurunen
Paavo Puurunen, né le 28 août 1973 à Kuhmo, est un biathlète finlandais. Il compte deux podiums au niveau international que sont le titre de champion du monde de l'individuel en 2001 et la médaille de bronze de la poursuite aux Mondiaux 2003. 

## Biographie
Paavo Puurunen fait ses débuts avec l'équipe de Finlande en 1994. Dès la saison 1995-1996, il obtient des résultats significatifs, tels que sa onzième place au sprint lors des Championnats du monde de Ruhpolding. C'est au même endroit, qu'il obtient son premier podium dans un relais en Coupe du monde en 1999.
En 1998, il prend part à ses premiers jeux olympiques, à Nagano, où il se classe notamment neuvième du sprint. Sur le plan individuel, il se rapproche du podium avec sa quatrième place à la mass start des Championnats du monde 1999 à Oslo.
En 1999-2000, il affiche plusieurs top dix au compteur et termine la saison sur son meilleur classement général en Coupe du monde : 19e. L'hiver suivant, Puurunen n'est pas aussi régulier, mais après une sixième place sur le sprint aux mondiaux 2001 à Pokljuka, il est sacré champion du monde de l'individuel (19/20 au tir), signant ainsi sa seule victoire dans l'élite. Ce succès surprise intervient 20 ans après le dernier titre mondial finlandais.
Aux Championnats du monde 2003, il retrouve le podium en enlevant la médaille de bronze de la poursuite, après une remontée depuis la 21e position au départ (basée sur le sprint).
Aux Jeux olympiques d'hiver de 2006, il se classe notamment 12e de l'individuel et 4e de la mass start.
En fin de cette saison olympique, il suspend sa carrière sportive mais revient à la compétition deux ans plus tard en 2008-2009. Entre-temps, il se concentre sur son métier de garde-frontière et prend du poids. Il se qualifie pour ses quatrièmes Jeux olympiques en 2010.
Il prend sa retraite sportive définitivement en 2011.

## Palmarès

### Jeux olympiques d'hiver
| Épreuve / Édition                   | Individuel | Sprint | Poursuite                        | Départ en masse                  | Relais |
| Jeux olympiques 1998 Nagano         | 23e        | 9e     | Épreuve inexistante à cette date | Épreuve inexistante à cette date | 8e     |
| Jeux olympiques 2002 Salt Lake City | 15e        | 16e    | 28e                              | Épreuve inexistante à cette date | 12e    |
| Jeux olympiques 2006 Turin          | 12e        | 45e    | 22e                              | 4e                               | —      |
| Jeux olympiques 2010 Vancouver      | 53e        | 73e    | —                                | —                                | —      |

Légende :
- — : pas de participation à l'épreuve
- : pas d'épreuve

### Championnats du monde
| Mondiaux \ Épreuve      | Individuel           | Sprint            | Poursuite                        | Départ en masse                  | Relais            | Par équipes                      | Relais mixte                     |
| 1996 Ruhpolding         | 26e                  | 11e               | Épreuve inexistante à cette date | Épreuve inexistante à cette date | 16e               | -                                | Épreuve inexistante à cette date |
| 1997 Osrblie            | 66e                  | 47e               | -                                | Épreuve inexistante à cette date | -                 | -                                | Épreuve inexistante à cette date |
| 1998 Pokljuka           | JO Nagano            | JO Nagano         | 22e                              | Épreuve inexistante à cette date | JO Nagano         | 4e                               | Épreuve inexistante à cette date |
| 1999 Kontiolahti / Oslo | 9e                   | 11e               | 16e                              | 4e                               | 6e                | Épreuve inexistante à cette date | Épreuve inexistante à cette date |
| 2000 Oslo/ Lahti        | 18e                  | 10e               | 27e                              | 8e                               | 15e               | Épreuve inexistante à cette date | Épreuve inexistante à cette date |
| 2001 Pokljuka           | Médaille d'or, monde | 6e                | 13e                              | 28e                              | 5e                | Épreuve inexistante à cette date | Épreuve inexistante à cette date |
| 2002 Oslo               | JO Salt Lake City    | JO Salt Lake City | JO Salt Lake City                | 9e                               | JO Salt Lake City | Épreuve inexistante à cette date | Épreuve inexistante à cette date |
| 2003 Khanty-Mansiïsk    | 16e                  | 21e               | Médaille de bronze, monde        | 6e                               | 11e               | Épreuve inexistante à cette date | Épreuve inexistante à cette date |
| 2004 Oberhof            | 39e                  | 8e                | 7e                               | 22e                              | 16e               | Épreuve inexistante à cette date | Épreuve inexistante à cette date |
| 2005 Hochfilzen         | 31e                  | 26e               | Abandon                          | -                                | 12e               | Épreuve inexistante à cette date | -                                |
| 2009 Pyeongchang        | Abandon              | 45e               | 16e                              | -                                | 22e               | Épreuve inexistante à cette date | 6e                               |
| 2011 Khanty-Mansiïsk    | 54e                  | 36e               | 41e                              | -                                | 19e               | Épreuve inexistante à cette date | 9e                               |

Légende :

 : épreuve inexistante

- : n'a pas participé à l'épreuve

### Coupe du monde
- Meilleur classement général : 19e en 2000.
- 2 podiums individuels : 1 victoire et 1 troisième place[4].
- 1 podium en relais : 1 troisième place.

#### Détail des victoires
| Saison / Épreuve | Individuel              | Sprint | Poursuite | Mass start | Total |
| 2000-2001        | Pokljuka (Ch. du monde) |        |           |            | 1     |
| Total            | 1                       | 0      | 0         | 0          | 1     |

#### Classements en Coupe du monde
| Saison    | Classement général final | Individuel | Sprint | Poursuite                        | Mass start                       |
| 1995-1996 | 43e                      |            |        | Épreuve inexistante à cette date | Épreuve inexistante à cette date |
| 1996-1997 | 77e                      | -          | 61e    | -                                | Épreuve inexistante à cette date |
| 1997-1998 | 34e                      | 53e        | 29e    | 27e                              | Épreuve inexistante à cette date |
| 1998-1999 | 28e                      | 23e        | 30e    | 30e                              | 12e                              |
| 1999-2000 | 19e                      |            |        |                                  |                                  |
| 2000-2001 | 33e                      | 13e        | 33e    | 36e                              | 40e                              |
| 2001-2002 | 25e                      | 28e        | 23e    | 22e                              | 26e                              |
| 2002-2003 | 27e                      | 26e        | 43e    | 18e                              | 26e                              |
| 2003-2004 | 32e                      | 46e        | 29e    | 28e                              | 41e                              |
| 2004-2005 | 38e                      | -          | 38e    | 21e                              | 38e                              |
| 2005-2006 | 41e                      | 31e        | 79e    | 46e                              | 26e                              |
|           |                          |            |        |                                  |                                  |
| 2008-2009 | 75e                      | -          | 79e    | 60e                              | -                                |
| 2009-2010 | 57e                      | 63e        | 68e    | 51e                              | -                                |
| 2010-2011 | 97e                      | -          | 88e    | -                                | -                                |